# Alejandro Balde
Alejandro Balde Martínez (Barcelona, 18 de outubro de 2003) é um futebolista espanhol que atua como lateral-esquerdo. Atualmente joga no Barcelona.

## Carreira

### Barcelona
Nascido na Catalunha, filho de pai guineense e mãe dominicana, ingressou no Barcelona em 2011 aos oito anos de idade, depois de subir na classificação do RCD Espanyol, assinou renovação de contrato com o Barcelona até 2024 com cláusula de rescisão de 500 milhões de euros.
Impressionou durante a pré-temporada 2021–22 e começou a temporada como principal reserva de Jordi Alba. Jogou sua primeira partida oficial pelo Barcelona substituindo Alba aos 74 minutos de uma derrota por 3 a 0 para o Bayern de Munique na fase de grupos da Liga dos Campeões da UEFA de 2021–22.

## Seleção Espanhola
Foi convocado para a Seleção Espanhola dois dias antes do início da Copa do Mundo da FIFA 2022, já que o também lateral-esquerdo José Gayà machucou o tornozelo durante um treinamento.

## Títulos
Barcelona
- La Liga: 2022–23, 2024–25[7]
- Supercopa da Espanha: 2022–23, 2024–25
- Copa do Rei: 2024–25